# Arturo Márquez
Jesús Arturo Márquez Navarro (Álamos, Sonora, 20 de diciembre de 1950), conocido como Arturo Márquez es un compositor mexicano, reconocido por incorporar formas y estilos tradicionales de México en sus composiciones. Fue galardonado en 2009 con el Premio Nacional de Bellas Artes de México.

## Datos biográficos
Hijo de Aurora Navarro y de Arturo Márquez, es el mayor de nueve hermanos y el único dedicado a la música. Sus primeras lecciones fueron escuchando las músicas tradicionales: valses, polcas y chotises.
Su familia se trasladó a Los Ángeles, California, en 1962. Tres años después, a los 16, empezó a estudiar violín, tuba, trombón y piano, con lo que empiezan sus primeras composiciones con un acompañamiento de armonía intuitivo. A los 17 años regresa a Navojoa dejando a su familia en California.
Entre 1969 y 1970, dirigió la Banda Municipal de Navojoa, Sonora; de 1970 a 1975 estudió piano con Carlos Barajas y José Luis Arcaraz en el Conservatorio Nacional de México.
En 1976 ingresó al Taller de Composición del Instituto Nacional de Bellas Artes y estudió con Joaquín Gutiérrez Heras, Héctor Quintanar, Federico Ibarra y Raúl Pavón; en 1980, al concluir dicho taller, el gobierno de Francia le otorgó una beca de perfeccionamiento en París, con Jacques Castérède, por dos años, donde realiza las composiciones de Moyolhuica y Enigma, en la Cité des Arts.
En 1982 ingresó al Centro Nacional de Investigación, Documentación e Información Musical "Carlos Chávez" (CENIDIM) y en 1983 estrenó Mutismo para dos pianos. Conoce a Ángel Cosmos, quien le invita a formar el Grupo Música de Cámara junto con el fotógrafo Juan José Díaz Infante. En 1985 presenta el Concierto interdisciplinario con músicos y fotógrafos.
En 1987 obtuvo el segundo lugar en el Concurso Nacional de Composición "Felipe Villanueva", y trabajó como investigador y coordinador de difusión en el Cenidim, en México. Entre 1988 y 1990 asistió al Instituto de Artes de California, becado por la Fundación Fulbright, donde estudió con Morton Subotnick, Mel Powell, Lucky Mosko y James Newton, e incursionó en la computación aplicada a la música, donde sus obras se fusionan con la música latina, el jazz y la música contemporánea, y realiza la composición de En Clave para piano.
En 1990, ya en México, formó parte del grupo Mandinga, con Irene Martínez y Andrés Fonseca, y realiza la composición de Tierra, La Nao y Cristal del Tiempo, con medios electrónicos. Ellos dos introducen al compositor en el mundo del baile de salón, especialmente del danzón. Así, se inspira en este último y compone el Danzón (1) con computadora y sintetizadores.
En 1992, es invitado por Ángel Cosmos y el pintor Ismael Guardado para realizar el proyecto de Ollesta. Compone Son a Tamayo para arpa y percusiones, cinta y video realizado por Eduardo Vélez. Ese mismo año fue director Musical de Vox Urbis de Margie Bermejo.
En 1993 realizó la composición de Paisajes Bajo el Signo de Cosmos; y se interesa por Egberto Gismonti,  se encuentra con la música huasteca y realiza la composición de Homenaje a Gismonti para el Cuarteto Latinoamericano.
En 1994 ingresó al Sistema Nacional de Creadores. Durante los meses de enero y febrero, la Orquesta Filarmónica de la UNAM (OFUNAM) le encarga una obra, y escribe así el Danzón no. 2, dedicado a su hija Lily Márquez. La pieza se estrenó ese mismo año, el 5 de marzo, con la OFUNAM en la Sala Nezahualcóyotl bajo la dirección de Francisco Savín. Este danzón se escribió durante los meses del Levantamiento zapatista, lo que habría de mover el ánimo del compositor hacia una nueva justicia para los pueblos indígenas.
Subsecuentemente compone otras obras como tributo al maravilloso mundo de la música de salón: Danzón no. 3 en 1994, Zarabandeo en 1995, Danzón no. 4 en 1996, Octeto Malandro en 1996, Danza de Mediodía en 1996, Danzón 5-Portales de Madrugada en 1997, Danzón no. 6-Puerto Calvario. En 2001, Danzón no. 7, en 2001 y el Danzón no. 8, 2004.
En 1998 Marquéz compuso Máscaras para arpa y orquesta (dedicado a Lidia Tamayo), esta obra conformada por cuatro danzas: Máscara Flor (dedicado a los niños masacrados en Acteal), Máscara Son, La Pasión según San Juan de Letrán (danzón sesquiáltero) y La Pasión según Marcos. En 1999 fue director Musical en el espectáculo de Tajín, en 2000, compone Espejos en la Arena para chelo y orquesta, por encargo del violonchelista mexicano Carlos Prieto.
En 2004: Danzón no. 8 (Chihuahua, Chihuahua), con un estrépito de elegía, Fuga en Clave, estas tres últimas encargos del CENIDIM por sus treinta años.
En 2005, hizo la composición musical de la cantata “Sueños”, en coautoría con el poeta mexicano Eduardo Langagne, autor del guion y los textos poéticos de la cantata que fue estrenada en Querétaro y en el Festival Internacional Cervantino, realizado anualmente en Guanajuato, México.
En 2006, estrenó Juárez a Maximiliano, obra dedicada al Benemérito de las Américas, Benito Juárez.
En 2007, le encargan una obra para celebrar el primer centenario de la ciudad de Torreón, Coahuila. Llamada Torreón Cien Años, estrenada ese mismo año por la Banda Sinfónica Salvador Jalife
En 2008 es estrenada por la OFUNAM Marchas de duelo y de ira, obra compuesta por Márquez con motivo de la conmemoración de la matanza de Tlatelolco en 1968.
En el 2009 (septiembre) la OFUNAM estrenó cuatro danzas cubanas de este compositor. En el mes de noviembre del mismo año, estrenó en la ciudad de Tlaxcala la obra "Rapsodia Tlaxcalteca", compilación de canciones de Pepe Guizar, Crisanto Cuellar Abaroa y Efraín Ortiz Linares, en este momento realiza la orquestación especial para la Orquesta Sinfónica del Estado de Tlaxcala. Durante el estreno las partituras fueron legadas fueron entregadas al Estado de Tlaxcala, algo que muy pocos autores realizan.
En septiembre de 2010, la Orquesta Filarmónica de las Américas estrenó en Cuernavaca, Morelos, "Leyenda de Miliano", obra compuesta con motivo del centenario de la Revolución Mexicana, específicamente en honor a Emiliano Zapata.
En noviembre de 2013, la Orquesta y Coro Monumental (Redes 2025, Colima, Se'wá, Orquesta Comunitaria Rey Poeta de Nezahualcóyotl, Sistema del Bajío, Renacimiento, Ecos Metropolitano, Jimbani Er Meza (cantoras yumanas kumiai de Juntas de Neji, B.C.), Asociación Española de Jóvenes Orquestas) bajo la batuta de Eduardo García Barrios estrenó "Alas (a Malala)", obra por encargo del Sistema Nacional de Fomento Musical con motivo del inicio del Movimiento Nacional de Agrupaciones Musicales Comunitarias, dedicada a las de Agrupaciones Musicales Comunitarias del Mundo.
Realizó una reconstrucción del segundo acto de la ópera Atzimba de Ricardo Castro, que se estrenó en febrero de 2014.
Trabajó en el Centro Nacional de Investigación, Documentación e Información Musical Carlos Chávez (CENIDIM) del Instituto Nacional de Bellas Artes (INBA) en México, como investigador y director de agrupaciones de música popular.

## Obra
Cronología musical
- 1983 - Mutismo para dos pianos
- 1985 - Concierto interdisciplinario con músicos y fotógrafos
- 1987 - Segundo lugar en el Concurso Nacional de Composición Felipe Villanueva
- 1988-1990 - En Clave para piano
- 1990-1992 - Tierra, La Nao y Cristal del Tiempo, Danzón
- 1992 - Son a Tamayo para arpa y percusiones
- 1993 - Paisajes Bajo el Signo de Cosmos, Homenaje a Gismonti
- 1994 - Danzón n.º 2, Danzón n.º 3
- 1994 - Banda sonora de la película Dos crímenes
- 1995 - Zarabandeo
- 1996 - Danzón n.º 4, Octeto Malandro, Danza de Mediodía
- 1997 - Danzón n.º 5 (Portales de Madrugada) para cuarteto de saxofones
- 1998 - Máscaras (Máscara Flor, Máscara Son, La Pasión según San Juan de Letrán, La Pasión según Marcos)
- 2000 - Espejos en la arena (Son de tierra candente, Lluvia en la arena, Polca derecha-izquierda)
- 2001 - Danzón 6 (Puerto Calvario), Danzón 7
- 2004 - Danzón 8
- 2005 - Cantata Sueños (Textos de Eduardo Langagne), Conga del Fuego Nuevo
- 2006 - Cantata De Juárez a Maximiliano, Torreón 100 Años
- 2008 - Marchas de duelo y de ira (encargo de la UNAM por el 40 aniversario de la Matanza Estudiantil de Tlatelolco de 1968)
- 2009 - Rapsodia Tlaxcalteca
- 2010 - Leyenda de Miliano
- 2010 - Goyas (Encargo de la UNAM por sus 100 años de la fundación de la Universidad Nacional de México)
- 2012 - Danzón 7 (Reestreno)
- 2013 - Alas (a Malala) (dedicada a la que posteriormente sería ganadora del Premio Nobel de la Paz 2014, Malala Yousafzai)
- 2014 - Tiempos Floridos (Encargo de la UNAM por sus 85 años de autonomía)
- 2017 - De la Mora a las Raíces (Encargo de la UAEMex por su 60 aniversario)
- 2017 - Danzón 9
- 2018 - Concierto de Otoño para trompeta
- 2021 - Fandango, Concierto para violín
- 2024 - Místico y Profano, Concierto para guitarra

### Discografía
- Noche de luna. Orquesta Sinfónica de Quintana Roo, México, sin fecha.
- Canto claro. Coro de Cámara de Bellas Artes, INBA-SACM, México, sin fecha.
- Ron-do. Cuarteto Latinoamericano. Musart -CIMM -INBA. México, sin fecha.
- Peiwoh. Lidia Tamayo (arpa). EMI Capitol - CIMM. Colección Hispano - Mexicana de Música Contemporánea. México, 1987.
- Moyolhuica. Danilo Lozano (flauta). INBA - SACM - CNCA. México, 1993.
- Danzón no. 2. Música Sinfónica Mexicana - Urtext. México, 1996.

## Vida familiar
Estuvo casado con la arpista mexicana Lidia Tamayo.

## Premios y reconocimientos
- Premio Nacional de Ciencias y Artes de México, 2009
- Premio Distinguished Alumnus Award, otorgado por el California Institute of Arts
- El Festival Internacional de Música de 1994 de Caracas, Venezuela llevó su nombre.